# Matthias Zündt
Matthias Zündt, né vers 1498 et mort le 25 février 1572 à Nuremberg, est un orfèvre, graveur et dessinateur allemand.

## Biographie

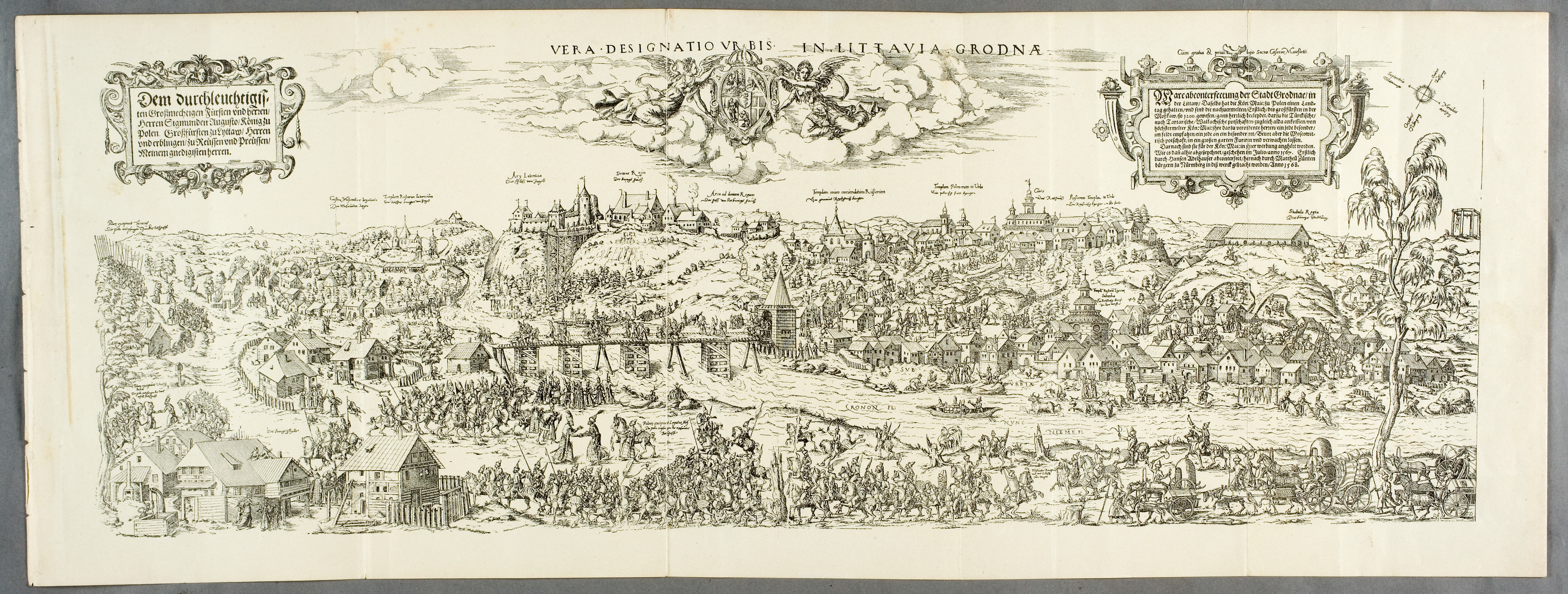
Gravure Adelgavzera-Tsyunta, l'une des plus anciennes images de la ville de Grodno en Lituanie.

Matthias Zündt naît vers 1498. On a de la documentation sur lui à Nuremberg en 1554, lorsqu'il demande la citoyenneté, mais il est probablement là plus tôt, car son œuvre ornementale principale, Novum opus craterographicum est imprimée là en 1551.
En 1559 il est enregistré comme assistant de Wenzel Jamnitzer.
Matthias Zündt meurt le 25 février 1572 à Nuremberg.